# Ian Anderson
Ian Scott Anderson MBE (* 10. srpna 1947, Dunfermline, Skotsko) je skotský hudebník (zpěvák, flétnista, kytarista) a skladatel, vůdčí osobnost světově proslulé rockové skupiny Jethro Tull.

## Hudební tvorba
Hudba Iana Andersona a jeho skupiny byla od počátku inspirována starou britskou lidovou hudbou, blues a rockem. Originální zvuk a melodicko-harmonické principy, kombinující hard rock s charakteristickými postupy renesanční lidové hudby a tradicí potulných pěvců a bardů té doby činí hudební výraz kapely i autorových sólových projektů zcela nezaměnitelnými. Kromě úctyhodně dlouhé řady alb vydaných se skupinou, z nichž některá si dobyla nadšeného přijetí a zůstávají už několik desetiletí velmi populárními (například „Aqualung“, „Thick as a Brick“, „Heavy Horses“), nahrál Ian Anderson též několik sólových projektů.

### Hra na flétnu
Jako flétnista je Anderson samouk a jeho styl hraní je velmi expresivní, používá hodně jazyka, drsnou výslovnost tónů a příležitostně i různé efektní bzučení. Kromě příčné flétny hraje také na pestrou škálu píšťal a bambusových fléten.

### Texty
Andersonovy písňové texty jsou psány v duchu tradice folkových písničkářů, ačkoliv některé mají i podobu dlouhých, složitých básní (Thick as a Brick, A Passion Play). Často v nich kritizuje absurdní pravidla západní společnosti a organizovaného náboženství (Aqualung), jinde je zase inspirován přírodou a mytologií (Songs from the Wood).

## Životopis
První část svého dětství prožil Anderson v Edinburghu, v roce 1959 se pak jeho rodina přestěhovala do Blackpoolu, kde studoval gymnázium a později výtvarné umění na Blackpool College of Art. V roce 1963 založil s několika spolužáky soulovou a bluesovou skupinu The Blades, v níž hrál na kytaru a harmoniku: z této kapely se nakonec po několika personálních změnách a změnách názvu stali Jethro Tull.
V průběhu své kariéry Anderson často měnil svou image a jevištní kostým: někdy se zjevoval na pódiu v podobě středověkého minstrela, jindy jako v kůži oděný dlouhovlasý rocker, bohatý skotský sedlák, pirát či astronaut.
Kromě hudební činnosti je i úspěšným podnikatelem, vlastní několik lososích farem.
V letech 1970–1974 byla jeho ženou fotografka Jennie Franks, roku 1976 si vzal Shonu Learoyd, s níž má syna Jamese a dceru Gael.

## Přehled sólových alb
- Walk Into Light, 1983
- Divinities: Twelve Dances with God , 1995
- The Secret Language of Birds, 2000
- Rupi's Dance, 2003
- Ian Anderson Plays the Orchestral Jethro Tull 2005
- Thick as a Brick 2 2012
- Homo Erraticus 2014
- Thick as a Brick - Live in Iceland 2014
- Jethro Tull - The String Quartets 2017